# 埃克曼层

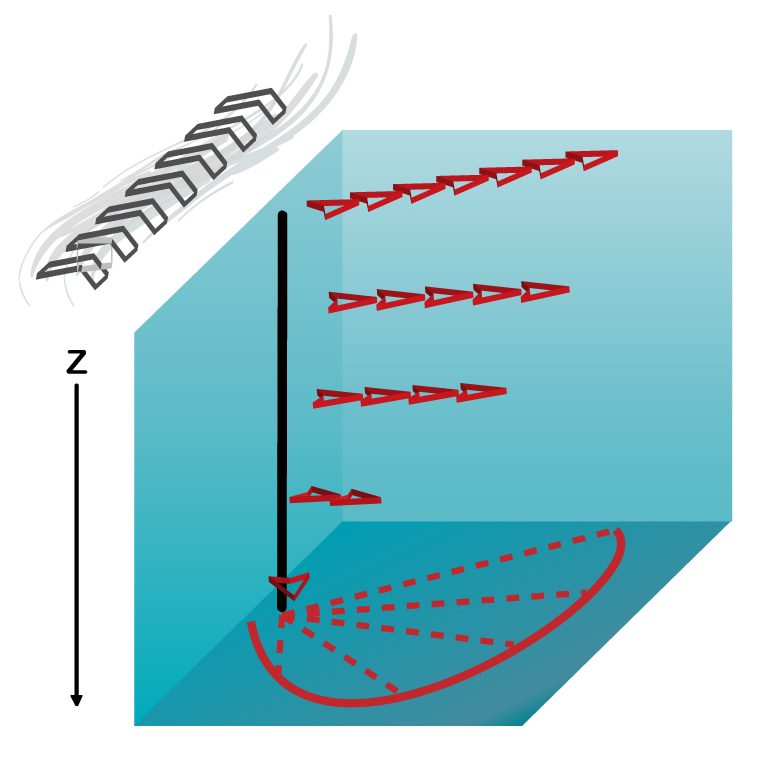
埃克曼层是流体中压力梯度力、科氏力和湍流粘性力三力平衡的一层。上面图片中，向北的风产生一个表面应力，并在它下面的水柱中产生埃克曼螺旋。

埃克曼层（又称摩擦上层，英語：Ekman layer）是流体中压力梯度力、科氏力和湍流阻力三力平衡的一层。由瑞典海洋学家埃克曼提出。

## 历史
埃克曼层理论建立的基础是弗里德乔夫·南森在跟随“前进号”（Fram）进行北极探险时的一个发现：冰漂移的角度为盛行风的方向偏右20-40°。之后南森请他的同事威廉·皮耶克尼斯安排一名学生对此问题进行研究。埃克曼被皮耶克尼斯选中，并在1902年他的博士论文中提出了他的成果。

## 数学表述
埃克曼层数学表达的假定是在中立分层流体中，水平方向上压力梯度力、科氏力和湍流粘性力三力平衡。
{\displaystyle \ -fv=-{\frac {1}{\rho _{o}}}{\frac {\partial p}{\partial x}}+K_{m}{\frac {\partial ^{2}u}{\partial z^{2}}}}
{\displaystyle \ fu=-{\frac {1}{\rho _{o}}}{\frac {\partial p}{\partial y}}+K_{m}{\frac {\partial ^{2}v}{\partial z^{2}}}}
{\displaystyle \ 0=-{\frac {1}{\rho _{o}}}{\frac {\partial p}{\partial z}}} ，
其中{\displaystyle \ K_{m}}是扩散涡粘度，可由混合长度理论导出。

### 边界条件
埃克曼层理论适用于许多地区，包括大气层底部（接近地球表面和海洋），大洋底部（海床附近）和表层海水（海气界面附近）。
不同地区有不同的边界条件。下面考虑埃克曼层在表层海水的边界条件 ：
在{\displaystyle \ z=0:\rho \nu {\frac {\partial u}{\partial z}}=\tau _{x};\rho \nu {\frac {\partial v}{\partial z}}=\tau _{y}}
其中{\displaystyle \ \tau }是海洋上方表面风或冰层的应力。
在{\displaystyle \ z\to \infty :u=u_{g},v=v_{g}}，
其中{\displaystyle \ u_{g}}和{\displaystyle \ v_{g}}是地转流。

### 解法
求解这些微分方程得到：
{\displaystyle \ u=u_{g}+{\frac {\sqrt {2}}{\rho fd}}e^{z/d}\left[\tau _{x}cos(z/d-\pi /4)-\tau _{y}sin(z/d-\pi /4)\right]}
{\displaystyle \ v=v_{g}+{\frac {\sqrt {2}}{\rho fd}}e^{z/d}\left[\tau _{x}sin(z/d-\pi /4)-\tau _{y}cos(z/d-\pi /4)\right].}
式中 {\displaystyle \ d={\sqrt {\frac {2\nu }{f}}}}
注意在北半球对艾克曼螺旋引起的体积输送作垂直积分后，方向为垂直风向向右。

## 埃克曼层的实际观测
观察埃克曼层有许多困难，主要有两个原因：首先，该理论是过于简单，它假设涡粘度为常量。然而埃克曼自己预期 ，在讨论的区域内海水密度不一致时，很显然{\displaystyle \ \left[\nu \right]}不能被认为是常量。
其次，设计精度足以观察海洋中流速分布的仪器非常困难。

### 在大气
在大气中，埃克曼解夸大了水平风场的强度，因为它与表层速度切变无关。将边界层分为表面层和埃克曼层一般会得到更精确的结果。

### 在海洋
埃克曼层以及它的显着特征：埃克曼螺旋，在海洋中很少看到。靠近海面的埃克曼层大约只有10-20米深，并且直到1980年前后，才有足够敏感的仪器能够观察这一浅层的流速垂直分布。

#### 仪器仪表
只有开发出强大的表面系泊和敏感的海流计，才能观测到埃克曼层。埃克曼自己制作了一个海流计，观察以他的名字命名的螺旋，但没有成功。
矢量测量海流计和声学多普勒流速剖面仪都用于测量海流。

#### 观测
埃克曼螺旋的第一次观测是在1980年的混合层实验中。